# Marc Gascons i Díaz
Marc Gascons i Díaz   (Sant Feliu de Guíxols, 1975) és un cuiner català que porta el restaurant Els Tinars de Llagostera, amb una estrella Michelin, i fou reconegut amb el Premi Nacional de Gastronomia de Catalunya del 2025.

## Biografia
Prové d'una família de cuiners. Els seus avis, Elena Palagós i Eduard Gascons, van obrir un forn de pa a Sant Feliu de Guíxols el 1918 i la sala de festes Bahía. Els pares, Eduard Gascons i Maribel, també es van dedicar al món de la restauració, obrint el 1978 el restaurant Els Tinars a Llagostera. Marc Gascons va estudiar a l'Escola d'Hosteleria de Girona, on va tenir de mestres Joan Roca i Salvador Brugués, i va seguir aprenent als restaurants Gaig de Barcelona, l'Esguard de Sant Andreu de Llavaneres, Sant Pau de Sant Pol de Mar i sis mesos amb Martín Berasategui.
Des del 1999 porta la cuina del restaurant Els Tinars mentre la seva germana Elena Gascons duu la sala. Va portar l'Informal by Marc Gascons de Barcelona que el 2016 va ser un dels millors restaurants del món segons la CNN. També el Bruna de Soldeu d'Andorra. L'octubre del 2024 va deixar Informa, Bruna i Serras per concentrar-se en projectes propis. Porta el restaurant Bell-lloc de Santa Cristina d'Aro. Des del 2025 també regenta la Fonda Ros de Girona.
Millor cuiner de l'any el 2005 per l'Acadèmia Catalana de Gastronomia, el 2008 fou Millor cuiner de Girona per la fira Tecnocast i Els Tinars va rebre una estrella Michelin. Va ser distingit amb el Premi Nacional de Gastronomia del 2025, per la seva cuina d'autor "elegant, senzilla i honesta".